# Jacobus Johannes Fouché
Jacobus Johannes "Jim" Fouché, (Wepener, 6 de junio de 1898 - Ciudad del Cabo, 23 de septiembre de 1980) fue un político sudafricano. Se desempeñó como el segundo Presidente de Estado de Sudáfrica desde 1968 hasta 1975.

## Biografía
Nacido en la república bóer del Estado Libre de Orange en 1898, Fouché fue un granjero exitoso. Un republicano acérrimo, fue miembro del 
Partido Nacional durante muchos años; primero fue elegido para la Cámara de la Asamblea como diputado por Smithfield entre 1941 y 1950, y luego como diputado por Bloemfontein entre 1960 y 1968.
Fouché se desempeñó como Administrador del Estado Libre de Orange de 1950 a 1959, y luego fue ascendido al Gabinete, donde se desempeñó como Ministro de Defensa del 14 de diciembre de 1959 al 1 de abril de 1966 y como Ministro de Servicios Técnicos Agrícolas y Asuntos del Agua de 1966 a 1968. Fue elegido Presidente de Estado de Sudáfrica para reemplazar al Dr. Eben Dönges (quien había sido elegido, pero murió antes de poder asumir el cargo), y se desempeñó como tal de 1968 a 1975. Fue el primer Presidente de Estado en completar un período completo en el cargo, y el único hasta Nelson Mandela en 1999, además de ser el presidente más longevo de un solo mandato hasta hoy.